# Vogelsburger Pforte

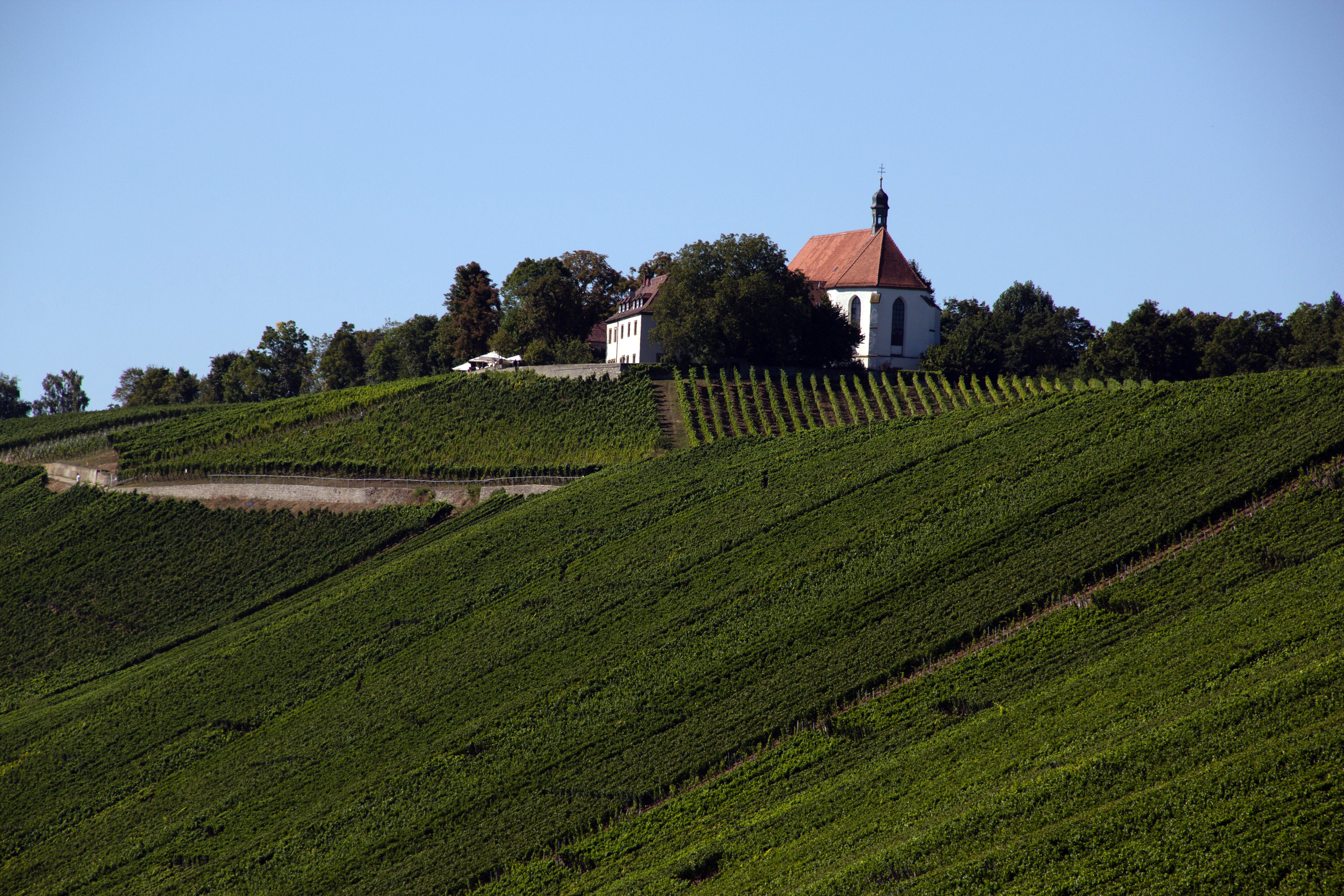
Die Weinlage ist durch die Weinbergsmauern abgegrenzt (davor der Escherndorfer Lump)

Vogelsburger Pforte ist eine der bekanntesten und kleinsten Weinlagen im Anbaugebiet Franken. Sie liegt auf den Fluren des Volkacher Ortsteils Vogelsburg.

## Geografische Lage und Geologie
Die Weinberge der „Pforte“ liegen um die ehemalige Klosteranlage der Vogelsburg am sogenannten Escherndorfer Berg bzw. Vogelsberg. Im Norden werden sie durch die Staatsstraße St 2260 begrenzt, weiter nördlich befindet sich das Naturschutzgebiet Mainhang an der Vogelsburg. Weiter östlich beginnt die Gemarkung von Astheim mit den Weinbergen des Astheimer Karthäusers. Südlich erstrecken sich die Reben des Escherndorfer Lumps. Die Vogelsburger Pforte ist großlagenfrei, aber gleichzeitig Teil des Bereichs Volkacher Mainschleife.
Die Rebfläche nimmt seit den 1970er Jahren konstant eine Fläche von etwa 2 ha ein. Damit ist die Vogelsburger Pforte die kleinste Weinlage an der Volkacher Mainschleife. Der Weinberg ist nach Süden bzw. Südosten ausgerichtet. Anders als die steilen Escherndorfer Lagen der Umgebung weist die „Pforte“ lediglich eine Hangneigung von 30 bis 40 % auf. Die Reben wurden auf Muschelkalkmergel und Lößlehm angepflanzt. Hier wird ausschließlich Silvaner angebaut.

## Geschichte
Die Vogelsburg war einer der Mittelpunkte des fränkischen Weinbaus im Frühen Mittelalter. Im 7. Jahrhundert gelangte die Weinrebe im Zuge der Christianisierung nach Franken, spätestens im Jahr 900 erreichte sie auch die Mainschleife. Die Vogelsburg, bereits als vor- und frühgeschichtliche Befestigung etabliert, stieg zu einem Verwaltungsmittelpunkt der vorrückenden Franken auf. Bereits in der Urkunde ihrer Ersterwähnung im Jahr 906 werden „campis vinetis“ (Weinberge) genannt.
Durch die Förderung der großen Klöster in der Umgebung stieg Franken im Laufe des Mittelalters zu einem der größten Weinanbaugebiete auf. Diese vom Weinbau gestaltete Kulturlandschaft um die Vogelsburg bewog Hermann I. zu Castell im Jahr 1282, ein Kloster auf dem Berg einzurichten. Die Karmeliten bezogen die Anlage, die sie fortan „Mons Dei“ (Berg Gottes) nannten. Im Deutschen Bauernkrieg wurde das Kloster 1525 geplündert und die Mönche konnten das Areal nicht mehr bewirtschaften.
Der endgültige Zusammenbruch der mittelalterlichen Weinwirtschaft an der Mainschleife kam allerdings erst mit der Säkularisation zu Beginn des 19. Jahrhunderts. Die Klöster fielen als Absatzmärkte weg, gleichzeitig hatte man auch schlechte Weinlagen erschlossen. Stattdessen begann man Obstbäume anzupflanzen. In der zweiten Hälfte des 19. Jahrhunderts stieg die Vogelsburg zu einem touristischen Ausflugsziel auf. Zu diesem Zeitpunkt betrieb man dort lediglich Weinbau zu Ausschankzwecken.
Der Weinbau in größeren Ausmaß begann erst wieder in den 1970er Jahren. Der Wein wurde unter dem Namen „Vogelsburger Pforte“ vertrieben, was eine Anspielung auf die Lage der Vogelsburg als „Nadelöhr“ oberhalb Volkachs ist. Mittlerweile waren die Würzburger Augustinusschwestern Pächter der Anlage und vermarkteten den Wein lediglich im Gasthof des Klosters. Die Vogelsburger Pforte wurde zum 1. Januar 2010 an das Würzburger Juliusspital übergeben.

## Weingut
Heute wird der Vogelsburger Wein ausschließlich vom Weingut Juliusspital aus Würzburg angebaut. Vom Verband Deutscher Prädikatsweingüter (VDP) wurde die Vogelsburger Pforte als Erste Lage klassifiziert.